# Kung Fu Panda 3
Kung Fu Panda 3 ist eine US-amerikanisch-chinesische animierte Action-Komödie und die zweite Fortsetzung der Kung-Fu-Panda-Reihe. Der Film wurde von DreamWorks Animation produziert und von 20th Century Fox vertrieben. Der Film hatte am 16. Januar 2016 in Los Angeles seine Premiere und war ab dem 29. Januar 2016 in Nordamerika in den Kinos zu sehen. Im deutschsprachigen Raum kam er am 17. März 2016 in die Lichtspielhäuser.

## Handlung
In der chinesischen Geisterwelt kämpft Großmeister Oogway gegen Kai, der sein Ch’i gestohlen hat. Großmeister Oogway warnt Kai, dass der Drachenkrieger ihn stoppen werde. Kai ignoriert die Warnung und kehrt mit Hilfe des Ch’is von Oogway und anderen besiegten Meistern aus der Geisterwelt in die Welt der Sterblichen zurück.
In der Welt der Sterblichen: Kurz nach den Ereignissen der ersten beiden Filme gibt Meister Shifu Po bekannt, dass er ihn alles gelehrt habe, was er weiß, und möchte, dass Po als der Drachenkrieger die Rolle des Meisters übernimmt, da dies seine Bestimmung sei. Po erkennt schnell, dass es sehr schwer ist, Kung Fu zu unterrichten, als die Furiosen Fünf (Tigress, Crane, Mantis, Viper und Monkey) als Resultat seines ersten Trainings sehr angeschlagen sind. Po verliert dadurch den Mut weiterzumachen und glaubt nicht an seine Befähigung, ein Meister und Lehrer zu sein, doch Shifu rät ihm, er selbst zu sein.
Po versucht zu Hause bei einem Bad einen klaren Kopf zu bekommen. In Mr. Pings Nudel-Restaurant taucht ein Panda namens Li Shan auf, der Pos Klößchen-Rekord bricht. Beide entdecken schnell, dass Li Shan Pos biologischer Vater ist, und finden aufgrund vieler Gemeinsamkeiten schnell zueinander, was Eifersucht in Mr. Ping auslöst. Po erfährt, dass er nicht der letzte Panda ist, sondern dass es in den Bergen ein verstecktes Dorf voller Pandas gibt. Als Mr. Ping Li Shan vorwirft, dass er die letzten 20 Jahre nicht da war, sagt dieser, dass er erst durch eine Nachricht des Universums von seinem verschollenen Sohn erfahren habe.
Nachdem Po Li Shan den Jadepalast gezeigt hat, stellt er seinen Vater Shifu und den Furiosen Fünf vor. Das Kennenlernen wird jedoch unterbrochen, als das Tal des Friedens angegriffen wird. Es sind die aus grüner Jade bestehenden Ch’is ehemaliger Kung-Fu-Meister aus der Geisterwelt unter der Kontrolle von Kai. Po und Monkey nennen die Angreifer Jombies – eine Abkürzung für Jade-Zombies. Nachdem der Angriff nach einer Drohung Kais von ihm abgebrochen wird, suchen Shifu, Po und die Furiosen Fünf in den Schriftrollen nach Antworten.
Sie finden durch eine Schriftrolle heraus, dass Kai vor 500 Jahren der beste Freund Oogways war und sie Seite an Seite in Schlachten gekämpft haben. Nachdem Oogway in einer Schlacht schwer verletzt wurde, brachte Kai ihn in ein geheimes Panda-Dorf in den Bergen, wo er von den Pandas mit Hilfe deren Ch’i-Fähigkeiten geheilt wurde. Oogway lernte durch die Pandas, die Macht des Ch’i zu nutzen, doch Kai wurde gierig und wollte das Ch’i einzig zur Steigerung seiner Macht nutzen. Oogway wollte ihn daran hindern und stellte sich Kai in den Weg. Oogway besiegte Kai im Kampf und verbannte ihn zur Strafe in die Geisterwelt.
Die Schriftrolle besagt, dass Kai einzig von einem Meister des wahren Ch’is besiegt werden könne. Po beherrscht aber das Ch’i nicht, weshalb Li Shan vorschlägt, dass Po mitkommen und Li es ihn im Panda-Dorf lehren solle. Po reist daraufhin mit Li Shan und Mr. Ping zu dem versteckten Panda-Dorf, während Shifu und die Furiosen Fünf zurückbleiben, um Kais Bewegungen zu überwachen und den Jade-Palast zu verteidigen.
Nachdem sie im Dorf freudig begrüßt worden sind, ist Po ganz ungeduldig, die Nutzung des Ch’is zu erlernen, jedoch zeigt ihm Li Shan, dass er zunächst lernen müsse, was es heißt, ein Panda zu sein. Po findet schnell Gefallen an den Sitten und der Lebensart der Pandas und ist froh, diesen bisher unbekannten Teil seines Pandalebens endlich kennengelernt zu haben.
Die derweil von Meister Shifu zur Überwachung ausgesandten Mantis und Crane werden zusammen mit drei weiteren Meistern (Bär, Kroko und Huhn) von Kai besiegt und ihrer Ch’is beraubt. Im Jade-Palast treffen nach und nach Botschaften ein, die vom Verschwinden sämtlicher Kung-Fu-Meister im ganzen Chinesischen Reich berichten. Kai greift den Jade-Palast an und kann auch von den verbliebenen Kämpfern Shifu, Tigress, Monkey und Viper nicht aufgehalten werden. Kai besiegt sie, nimmt sich ihr Ch’i und zerstört mit einer Statue Oogways den Jade-Palast, lediglich Tigress flieht auf Befehl Shifus. Schließlich erreicht Tigress das Dorf, um Po vor der kommenden Gefahr zu warnen. Aus Angst bereiten sich Li Shan und die Pandas darauf vor, wegzulaufen. Als Po von seinem Vater verlangt, ihn endlich die Nutzung des Ch’i zu lehren, erklärt dieser, dass er das Ch’i nicht beherrschen könne, da die Pandas die Technik vergessen hätten. Li Shan wollte Po einzig und allein vor Kais Zorn bewahren. Verletzt über die Lüge seines Vaters, isoliert Po sich selbst und trainiert heftig an einer Trainingsfigur von Kai, um es mit diesem aufnehmen zu können. Mr. Ping tröstet Li und gesteht, dass er anfangs besorgt darüber war, dass Li ihm Po wegnehmen würde, nun aber zur Erkenntnis gekommen sei, dass Li einfach nur einen weiteren Teil zu Pos Glück beitrage und dass sie beide Po als seine Familie zur Seite stehen sollten.
Tigress erklärt Po, dass er unmöglich Kai besiegen könne, ohne das Ch’i gemeistert zu haben. Währenddessen gesteht er, dass ihn diese Erfahrung ein weiteres Mal an seinem Potenzial hat zweifeln lassen. Li und die Bewohner, die beschlossen haben zu bleiben, fragen Po, ob er sie trainieren könne, so dass auch sie kämpfen können. Po erinnert sich an Shifus Worte, dass er er selbst sein müsse, um er selbst zu werden, und willigt ein. Er nutzt die Fähigkeiten und Lebensweise der Pandas, um aus ihnen Kämpfer zu machen, und schmiedet einen Plan, um das Dorf zu beschützen. Als Kai ankommt, sendet er seine Lakaien, um Po zu fangen, doch die anderen Pandas und Tigress halten sie in Schach, um Kai davon abzulenken, dass Po sich unbemerkt an Kai heranschleicht. Der Plan funktioniert, doch als Po versucht, den Wuxi-Finger-Griff an Kai anzuwenden, offenbart dieser, dass dieser Griff nicht an den Unsterblichen aus der Geisterwelt wirkt. Kai gewinnt die Oberhand in ihrem Zweikampf, doch bevor Kai wie angekündigt sein Ch’i nehmen kann, setzt Po den Wuxi-Finger-Griff an sich selbst ein, so dass er zusammen mit Kai in die Geisterwelt geschickt wird, da er währenddessen Kai umklammert hält. Sie kämpfen weiter, und Po ist Kai klar unterlegen, so dass Kai mit seinen Ketten Po fesselt und ihn langsam in Jade verwandelt, um ihm sein Ch’i zu nehmen. In der Welt der Sterblichen ist nur ein Yin-Yang-Kreis aus Blüten zurückgeblieben und die Pandas um Shan Li sowie Mr. Ping und Tigress wollen Po helfen. Li Shan erinnert sich daran, dass sie von Po gelernt haben, wer sie sind, und sammelt die anderen um den Kreis. Durch die Kraft dessen, was sie durch Po geworden sind und durch ihn gewonnen haben, können sie ihr Ch’i nutzen und es Po in die Geisterwelt schicken. Durch dieses zusätzliche Ch’i kann Po die Verwandlung stoppen und schafft es nun, das Ch’i zu beherrschen. Durch die Macht des Ch’i kreiert er einen Drachen, der ihn vollkommen umgibt und mit dem er Kai bekämpfen kann. Po überträgt Kai das gesamte Ch’i des Drachens, was diesen so überfordert, dass er dadurch vernichtet wird. Dadurch wird das Ch’i aller von ihm besiegten Meister befreit und sie können in die Welt der Lebenden zurückkehren.
Nur Po kehrt nicht zurück. Ihm erscheint in einem goldenen Fluss in der Geisterwelt Großmeister Oogway. Er enthüllt, dass er ihn zum Drachenkrieger auserwählt habe, weil er die Verkörperung des Yin-Yang ist. Er ist durch seine Herkunft und seine Fähigkeiten derjenige, der die Welt im Gleichgewicht hält. Außerdem erklärt er, dass er derjenige war, der Li mitgeteilt hat, dass Po noch lebt. Oogway spricht Po seine Bewunderung darüber aus, wie sehr er erwachsen und zu dem geworden ist, wozu er immer bestimmt war. Oogway schenkt ihm seinen Stab als Zeichen seiner Gunst. Als Oogway ihm die Wahl lässt, ob er in der Geisterwelt bleiben oder in die Welt der Sterblichen zurückkehren will, nutzt Po den Stab, um in die Welt der Sterblichen zurückzukehren. Froh, seine Bestimmung gefunden zu haben, kehrt er zusammen mit den Pandas, den zurückgekehrten Kung-Fu-Meistern und Mr. Ping zum Jade-Palast zurück, wo Po stolz in einem großen Fest alle, inklusive der Dorfbewohner, in der Kunst der Ch’i-Nutzung unterweist.

## Produktion

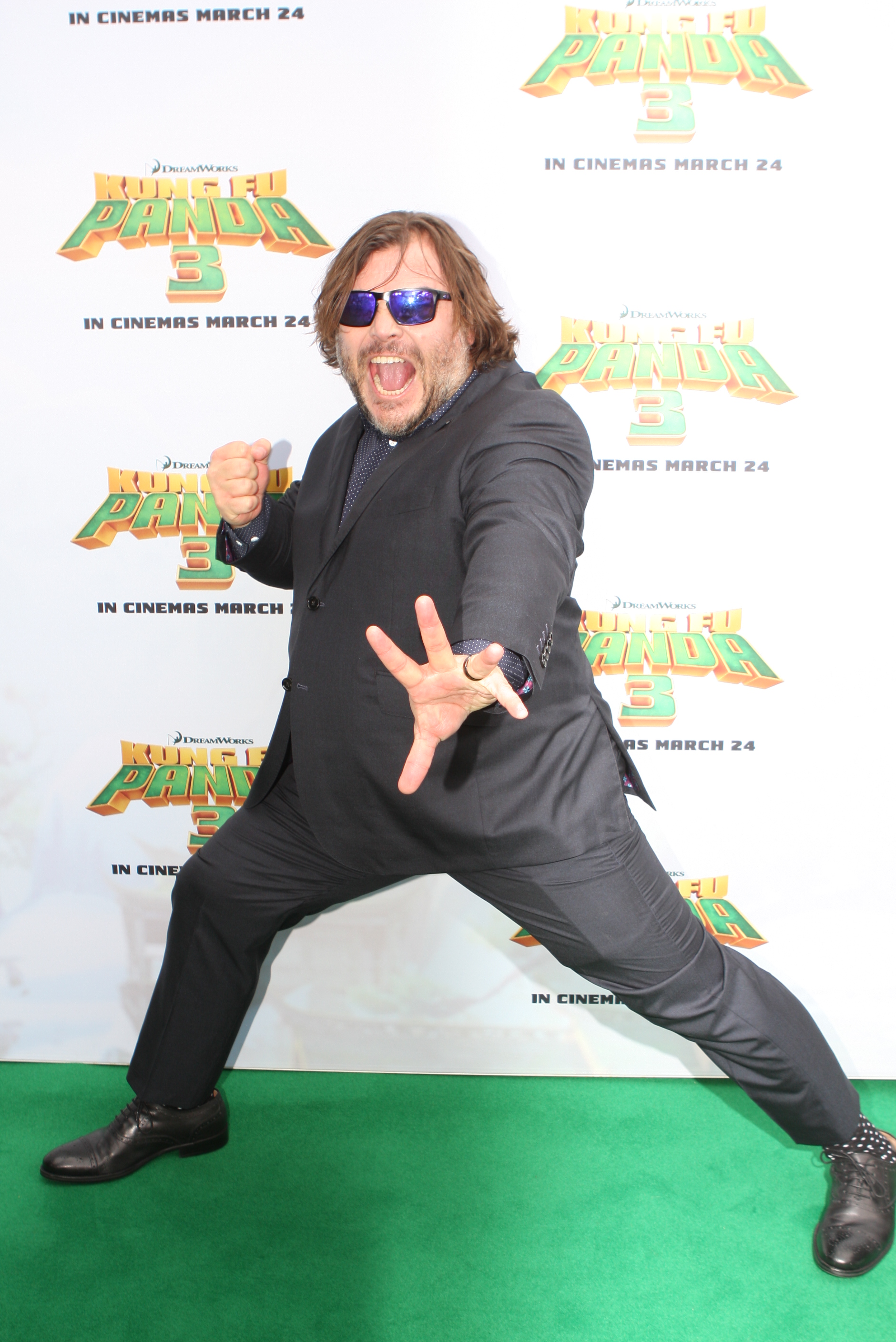
Jack Black (2016), Originalsprecher von Po

Kung Fu Panda 3 ist der Nachfolger des Films Kung Fu Panda 2 aus dem Jahr 2011 und setzt Kung Fu Panda aus dem Jahr 2008 fort.

### Entstehung
2010 kündigte Jeffrey Katzenberg von DreamWorks Animation an, dass das Kung-Fu-Panda-Franchise insgesamt sechs Filme umfassen werde. Nachdem 2011 Kung Fu Panda 2 erschienen war, sprach im April 2012 erstmals Jack Black über eine weitere Fortsetzung. Bestätigt wurde der dritte Teil im Juli 2012 durch Bill Damaschke.
Der Film entstand als Koproduktion zwischen DreamWorks Animation und Oriental DreamWorks aus Shanghai (2012 als Gemeinschaftsprojekt von DreamWorks und chinesischen Firmen gegründet). Ein Drittel des Films entstand in China, der Rest in den USA. Damit war es der erste größere Animationsfilm aus den USA, der von Chinesen koproduziert wurde. Für die Veröffentlichung in China arbeitete das Filmteam eng mit den verantwortlichen staatlichen Stellen zusammen. Durch die chinesische Koproduktion umging man die strengen chinesischen Importquoten und konnte größere Anteile an den Einnahmen erzielen als importierte Filme. Eine Besonderheit der Animation war, dass die Lippenbewegungen der Figuren nicht nur in der englischen Version an die Dialoge angepasst wurden, sondern auch in der chinesischen.

### Cast und Crew
Für Kung Fu Panda 3 kehrte das Team des zweiten Films zurück, darunter Regisseurin Jennifer Yuh Nelson, Produzentin Melissa Cobb, Drehbuchautoren Jonathan Aibel und Glenn Berger, sowie Guillermo del Toro als Executive Producer. Im Februar 2015 wurde Nelson auf ihren persönlichen Wunsch Alessandro Carloni als zweiter Regisseur zur Seite gestellt. Carloni war bereits an beiden Vorgängerfilmen beteiligt (animation supervisor bzw. story artist).
Nachdem am 9. April 2013 zunächst Rebel Wilson, Bryan Cranston und Mads Mikkelsen als neue Sprecher angekündigt worden waren, wurde im April 2015 bekannt, dass J. K. Simmons Mikkelsens Rolle übernommen hatte. Ebenso wurde Wilson später durch Kate Hudson ersetzt.
Am 25. Juli 2014 wurde auch Hans Zimmers Rückkehr als Filmkomponist bestätigt. John Powell, der gemeinsam mit Zimmer die Musik zu den ersten beiden Teilen beigesteuert hatte, war am dritten Film nicht mehr beteiligt. An der Aufnahme des Soundtracks waren bekannte asiatische Musiker wie Pianist Lang Lang, Cellist Jian Wang und Popsänger Jay Chou und Patrick Brasca beteiligt. Das Soundtrackalbum wurde am 22. Januar 2016 veröffentlicht. Die britische Band The Vamps hatte dafür eine Coverversion von Kung Fu Fighting aufgenommen, der chinesische Sänger Luhan das Lied Deep.

## Synchronisation
Wie bei den ersten beiden Teilen wurde die Synchronisation durch die Berliner Synchron GmbH Wenzel Lüdecke durchgeführt, für Synchronbuch und Dialogregie war Tobias Meister verantwortlich.
| Rollenname         | Sprecher im Original  | Deutscher Sprecher |
| ------------------ | --------------------- | ------------------ |
| Po, Lotus          | Jack Black            | Hape Kerkeling     |
| Li Shan            | Bryan Cranston        | Bert Franzke       |
| Meister Shifu      | Dustin Hoffman        | Reinhard Kuhnert   |
| Kai                | J. K. Simmons         | Oliver Stritzel    |
| Meisterin Tigress  | Angelina Jolie        | Bettina Zimmermann |
| Meister Monkey     | Jackie Chan           | Stefan Gossler     |
| Meister Mantis     | Seth Rogen            | Tobias Kluckert    |
| Meisterin Viper    | Lucy Liu              | Cosma Shiva Hagen  |
| Meister Crane      | David Cross           | Ralf Schmitz       |
| Mei Mei            | Kate Hudson           | Magdalena Turba    |
| Mr. Ping           | James Hong            | Lutz Mackensy      |
| Großmeister Oogway | Randall Duk Kim       | Jochen Schröder    |
| Meister Kroko      | Jean-Claude Van Damme | Lutz Schnell       |
| Meister Bär        | Fred Tatasciore       | Elmar Gutmann      |
| Meister Huhn       | Stephen Kearin        | Michael Pan        |
| Bao                | Steele Gagnon         | Pablo Ribet-Buse   |
| Großmutter Panda   | Barbara Dirikson      | Katharina Lopinski |
| Dim                | Al Roker              | Steffen Henssler   |
| Sum                | Willie Geist          | Steffen Henssler   |

## Einspielergebnis
Die weltweiten Einnahmen aus Kinovorführungen beliefen sich bis zum 14. Juli 2016 auf rund 521,2 Millionen US-Dollar, von denen allein 143,5 Millionen im US-amerikanischen und kanadischen Raum erwirtschaftet wurden.

## Kritik
Kung Fu Panda 3 erhielt überwiegend positive Kritiken. Auf Rotten Tomatoes hält er eine Bewertung von 86 %, basierend auf 180 Kritiken und einer Durchschnittsbewertung von 6,9/10. Das Publikum bewertete ihn mit 79 % und 3,9/5, basierend auf über 100.000 Bewertungen. Auf Metacritic erhielt Kung Fu Panda 3 einen Metascore von 66 %, basierend auf 34 Kritiken. (Stand: jeweils August 2024)

## Roman
- 2015: Tracey West: Kung Fu Panda 3 Movie Novelization, Simon Spotlight; Mti Edition, ISBN 978-1-4814-4116-2